# Darmstadti
El darmstadti és l'element químic sintètic de símbol Ds i nombre atòmic 110. Forma part del 7è període de la taula periòdica i del grup 10, situant-se sota el platí. La majoria dels isòtops sintetitzats d'aquest element es desintegren ràpidament, en menys de 66 s (període de semidesintegració del darmstadti 282, el més estable), fent difícil estudiar les seves propietats de manera experimental. Fou sintetitzat per primera vegada el 1994 a la ciutat alemanya de Darmstadt, estat de Hessen, d'on prové el nom.

## Història
El primer intent de síntesi de darmstadti fou realitzat el 1987 per un grup internacional de científics dirigits per Iuri Oganessian (1933) a l'Institut de Recerca Nuclear de Dubnà (110 km al nord de Moscou), aleshores Unió Soviètica. Provaren dues reaccions nuclears: bombardejaren nuclis d'urani amb argó 40 i nuclis de tori amb calci 44, i anunciaren haver obtingut el darmstadti 276. El 1991, l'equip de l'estatunidenc Albert Ghiorso (1915-2010), del Laboratori Nacional Lawrence de Berkeley de la Universitat de Califòrnia a Berkeley, també anunciaren la síntesi de l'isòtop 276. Però cap d'aquests experiments fou concloent.

Logo del GSI.

El darmstadti fou sintetitzat per primera vegada al 9 de novembre de 1994 per un equip internacional de científics dirigits per Peter Armbruster (1931-2024) i Gottfried Munzenber (1940-2024) al laboratori de la Societat per a la Investigació en Ions Pesants (GSI) a Darmstadt, Hessen, Alemanya. Aquests investigadors utilitzaren la fusió de nuclis de l'isòtop plom 208 bombardejats amb nuclis de níquel 62 i, en un altre experiment posterior, amb níquel 64. Obtingueren l'isòtop darmstadti 269 en un cas, i l'isòtop darmstadti 271 en l'altre, i l'emissió d'un neutró en cada cas. Les reaccions foren:
{\displaystyle {\ce {^208_82Pb + ^62_28Ni -> ^269_110Ds + ^1_0n}}}
{\displaystyle {\ce {^208_82Pb + ^64_28Ni -> ^271_110Ds + ^1_0n}}}
El 1995, a l'Institut de Recerca Nuclear de Dubnà, un equip de científics russos i estatunidencs, liderats per Iuri Làzarev, aconseguiren sintetitzar l'isòtop 273 bombardejant plutoni 244 amb sofre 34.
{\displaystyle {\ce {^244_94Pu + ^34_16S -> ^273_110Ds + 5^1_0n}}}

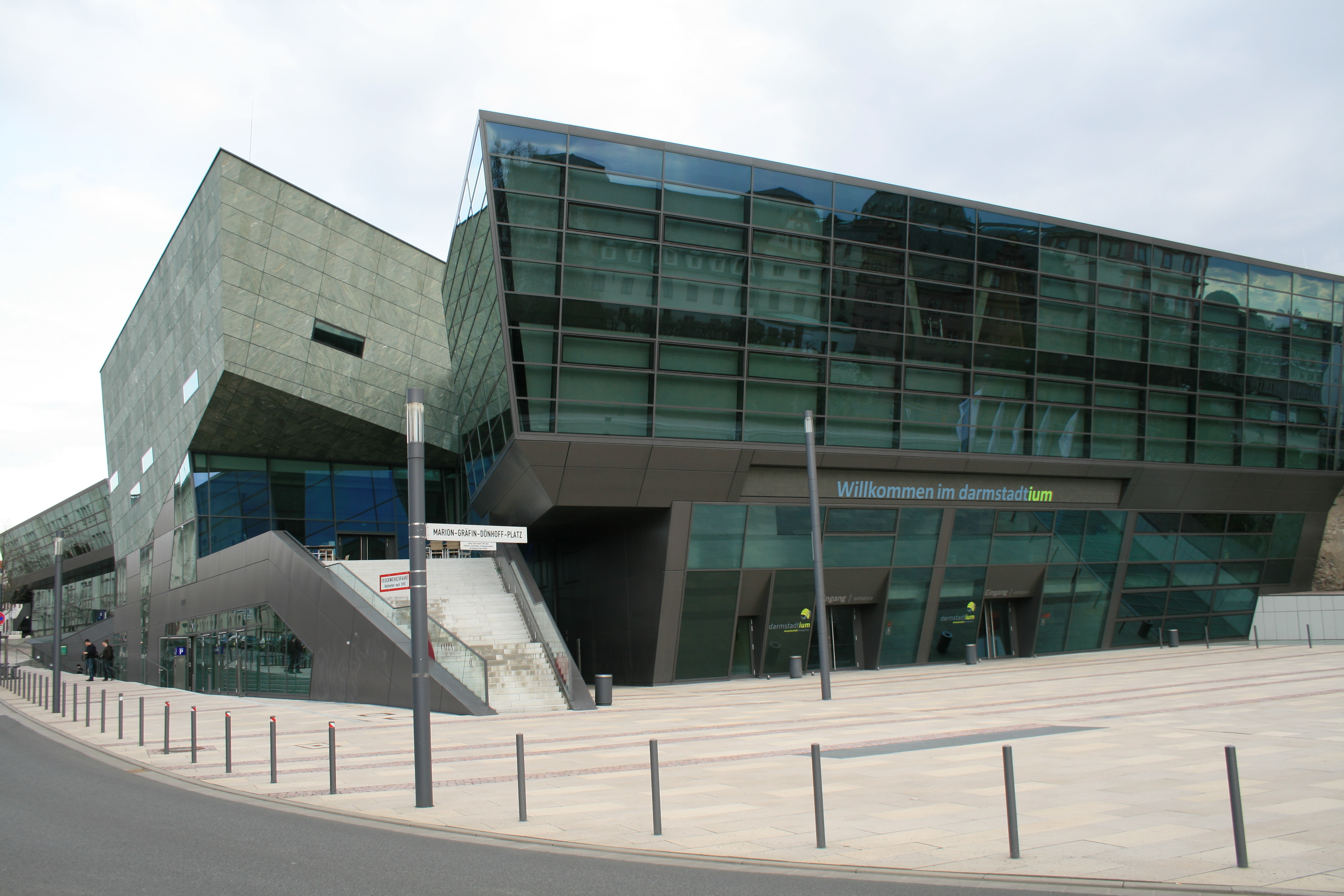
Centre de congressos darmstadtium a Darmstadt.

El 13 d'agost de 2003 la Unió Internacional de Química Pura i Aplicada (IUPAC) decidí anomenar-lo darmstadti segons el nom de la ciutat de Darmstadt a Alemanya en honor de la societat GSI, establerta a aquesta ciutat, que havia descobert i sintetitzat sis elements nous. Darmstadti s'insereix aleshores a la sèrie d'elements dels quals el nom deriva del nom d'una ciutat: Dubnà (dubni), Berkeley (berkeli), París (luteci), Copenhaguen (hafni), Estocolm (holmi) i Strontian (estronci) Ytterby (itri, iterbi, terbi, erbi). El 2007, la ciutat de Darmstadt batejà el seu centre de congressos darmstadtium.

## Propietats

### Propietats físiques
A causa de la ràpida desintegració dels isòtops sintetitzats, la major part de les propietats d'aquest element es basen en prediccions i estudis relativistes, i per comparació amb elements menys pesants. Amb nombre atòmic 110, es troba en el 7è període i en el grup 10 de la taula periòdica, situant-se en la zona dels metalls de transició. S'ha calculat que té configuració electrònica [Rn](5f)14(6d)9(7s)1. Amb aquesta ubicació a la taula periòdica, hom espera que les seves propietats s'assemblin a les d'altres metalls del grup 10. Així, es prediu que ha de ser un sòlid metàl·lic gris o blanc a temperatura ambient, amb elevada densitat (26–27 g/cm3), una estructura cristal·lina cúbica centrada en el cos, amb elevada duresa i alts punts de fusió i ebullició, així com bon conductor de l'electricitat.

### Propietats químiques
| Grup    | 10     |
| Període |        |
| 4       | 28 Ni  |
| 5       | 46 Pa  |
| 6       | 78 Pt  |
| 7       | 110 Ds |
|         |        |

Quant a la química del darmstadti tot el que se sap es basa en estudis d'efectes relativistes segons la teoria funcional de densitat. Així, s'ha determinat que podria presentar estats d'oxidació 0, 2, 4, 6, 8 i, fins i tot, 10. El potencial de reducció estàndard previst per a la parella Ds2+/Ds és d'1,7 V per tant, el darmstadti hauria de ser un metall noble.
En trobar-se en el mateix grup que el platí, s'han realitzat models de complexos de coordinació amb els grups cianur, carbur i carbonil, a més d'estudis basats en la predicció de compostos com el tetraclorur de darmstadti i l'hexafluorur de darmstadti. Per als compostos amb carboni i carbur, {\displaystyle {\ce {DsCO}}} i {\displaystyle {\ce {DsC}}}, s'han trobat similituds quant a la longitud d'enllaç i a la freqüència vibracional havent estat comparats amb els seus homòlegs del platí. No obstant això, mentre que el platí forma un complex amb el grup cianur amb estat d'oxidació +2, el darmstadti el formaria preferentment amb l'estat metàl·lic, resultant el complex {\displaystyle {\ce {Ds(CN)2^2-}}}. També, composts com el clorur de darmstadti(IV) {\displaystyle {\ce {DsCl4}}} posseeixen teòricament la mateixa estructura electrònica i el mateix potencial de ionització que els compostos amb platí. D'altra banda, s'han realitzat estudis sobre l'energia de descomposició basats en la reacció del fluorur de darmstadti(VI) {\displaystyle {\ce {DsF6}}} donant lloc a difluor {\displaystyle {\ce {F2}}} i clorur de darmstadti(IV) {\displaystyle {\ce {DsF4}}}, que donen suport a les concordances entre tots dos metalls.

## Isòtops
A abril del 2022 s'havien sintetitzat 12 isòtops diferents del darmstadti. El darmstadti és un element altament radioactiu, el qual es desintegra per fissió espontània el 85% de les vegades i per desintegració alfa el 15%, donant lloc a isòtops de hassi. Per exemple el darmstadti 277 es desintegra segons la reacció següent donant hassi 273 i l'emissió d'una partícula α (4He):
{\displaystyle {\ce {^277_110Ds -> ^273_108Hs + ^4_2He}}}

Aquest gràfic de modes de desintegració segons el model de l'Agència d'Energia Atòmica del Japó prediu que diversos núclids superpesants dins de l'illa d'estabilitat tenen períodes de semidesintegració superiors a un any (encerclats) i que pateixen principalment desintegració alfa, amb un màxim al ^{294}Ds amb una semivida estimada d'uns 300 anys.

Encara que el darmstadti posseeix isòtops amb un període de semidesintegració molt curt, de l'ordre dels microsegons, recentment s'han observat els isòtops de nombre màssic 279 i 281, amb períodes de semidesintegració de 180 mil·lisegons i 11 segons, respectivament, i el 282Ds (no confirmat), amb un període de semidesintegració que supera el minut (66 s). Aquests isòtops no s'han sintetitzat sinó que s'han observat com a productes de desintegració d'elements més pesants, que són els que s'han sintetitzat. Així el darmstadti 279 fou observat en la desintegració de 291Lv, 287Fl i 283Cn, el darmstadti 281 en les de 293Lv, 289Fl i 285Cn i el 282Ds en la del 290Fl. Per exemple la cadena de desintegració del flerovi 289, on cada desintegració s'emet una partícula α, dona el darmstadti 281:
{\displaystyle {\ce {^289_114Fl -> ^285_112Cn -> ^281_110Ds -> ^277_108Hs}}}
D'altra banda, malgrat que encara no han estat descoberts, alguns càlculs teòrics indiquen que els isòtops 292Ds i 293Ds tenen un període de semidesintegració de 30 i de 100 anys respectivament, així com d'uns 300 anys per a l'isòtop 294Ds. Aquest darrer isòtop té un nombre màgic de neutrons, en concret 184, la qual cosa podria explicar aquesta estabilitat predita, i estaria situat en l'anomenada illa d'estabilitat. Aquesta és una zona d'un diagrama de protons respecte de neutrons dels núclids (diagrama de Segrè) on hi hauria alguns d'ells que recuperarien l'estabilitat que es perd al final de la taula periòdica. Els nuclis pesants perden la seva esfericitat i es deformen, cosa que implica la pèrdua d'estabilitat.
La deformació nuclear és també la causa d'una característica sorprenent d'un dels seus isòtops, el 270Ds, el qual representa el cas més extrem conegut d'un estat metaestable, anomenat isòmer K. Aquest estat presenta un moviment de capcineig (wobbling), amb un eix d'espín total inclinat respecte al seu eix de simetria, i la seva desintegració està «prohibida» per la mecànica quàntica. És més estable que l'estat fonamental, una característica poc comuna per als nuclis. Això és possiblement un primer indici de fenòmens físics interessants, encara per descobrir, en l'aproximació a l'esfericitat nuclear que es preveu per a aquesta regió de núclids. A més, aquests estats poden emprar-se com a traçadors per arribar a l'illa d'estabilitat.